# Валонгу (район)
Валонгу (порт. Valongo; [vɐ'lõngu])  — район (фрегезия) в Португалии, входит в округ Порту. Является составной частью муниципалитета Валонгу. Находится в составе крупной городской агломерации Большой Порту. По старому административному делению входил в провинцию Дору-Литорал. Входит в экономико-статистический субрегион Большой Порту, который входит в Северный регион. Население составляет 18 698 человек на 2001 год. Занимает площадь 20,66 км².